# The Departed (Band)
The Departed oder Cody Canada and the Departed ist eine US-amerikanische Countryband der Red-Dirt-Szene.

## Geschichte
The Departed entstand nach der im Jahr 2010 erfolgten Trennung der Band Cross Canadian Ragweed, mit der Cody Canada zuvor 16 Jahre lang aktiv gewesen war. Neben Canada war auch Bassist Jeremy Plato Mitglied der Band gewesen und wurde dies auch bei The Departed. Lead-Gitarrist der neuen Gruppe wurde Seth James, der 2001 und 2009 bereits zwei Soloalben veröffentlicht hatte. Weitere Mitglieder wurden Steve Littleton (Klavier) und Dave Bowen (Schlagzeug).
Das erste Album This Is Indian Land wurde von Adam Odor produziert und im Juni 2011 veröffentlicht. Das Album erreichte Platz 13 der Genrecharts. Das Nachfolgewerk brachte die Band im November 2012 heraus. Das Personal veränderte sich dabei einmal, als neuer Schlagzeuger für den ausgestiegenen Dave Bowen konnte Chris Doege gewonnen werden. Die Gruppe platzierte sich hiermit auf Platz 19 der Country-Charts.

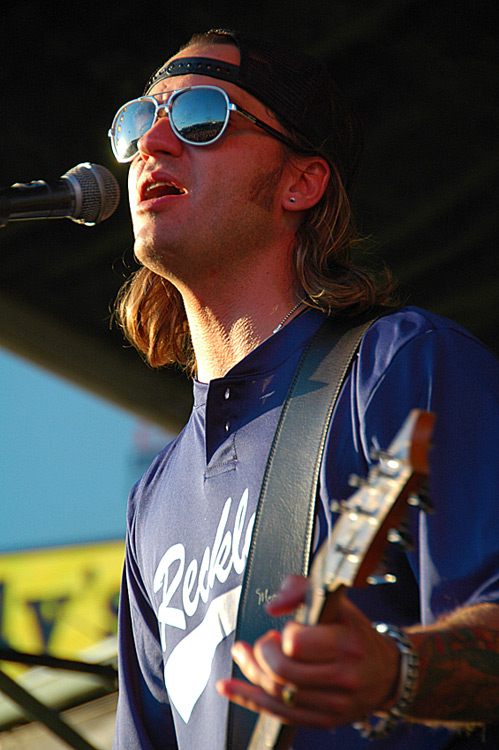
Cody Canada (2009)

## Diskografie

### Alben
- 2011: This Is Indian Land (Cody Canada and the Departed)
- 2012: Adventūs
- 2015: Hippielovepunk (Cody Canada and the Departed)
- 2018: 3 (Cody Canada and the Departed)

### Singles
- 2011: Staring Down the Sun
- 2012: Worth the Fight
- 2013: Prayer for the Lonely